# Panulirus pascuensis
Panulirus pascuensis är en kräftdjursart som beskrevs av Reed 1954. Panulirus pascuensis ingår i släktet Panulirus och familjen Palinuridae. IUCN kategoriserar arten globalt som otillräckligt studerad. Inga underarter finns listade i Catalogue of Life.